# Mikszáth Kálmán tér
A Mikszáth Kálmán tér Budapest VIII. kerületében található.
A 19. században névtelen volt, 1900-ban Reviczky térnek hívták, majd Mikszáth Kálmán halála után – mivel élete utolsó éveiben az 1. számú házban lakott – 1911-ben kapta mai nevét. A téren álló Mikszáth-szobor Kocsis András alkotása, 1961-ben készült.
Az 1. számú ház – 1948-ig Sophianum leánygimnázium, 1953-tól 2011-ig Piarista Gimnázium, ma a PPKE BTK épülete – helyén állt Irinyi János, a gyufa feltalálójának egyik pesti műhelye. Helyén emléktábla van elhelyezve.
- A tér névadójának emléktáblája a téren (Kallós Ede alkotása)
- Az író szobra a tér sarkában (Kocsis András alkotása)
- Irinyi János domborműves emléktáblája (Horvay János alkotása)
- Mikszáth tér 4.
- Mikszáth tér 5.